# Microregione di Serrana
Serrana è una microregione dello Stato di Rio de Janeiro in Brasile, appartenente alla mesoregione Metropolitana do Rio de Janeiro.

## Comuni
Comprende 3 municipi:
- Petrópolis
- São José do Vale do Rio Preto
- Teresópolis